# Joaquín Julián de Alzaa
Joaquín Julián de Alzaa (Oñati, 26 de febrer de 1798 - Zaldibia, 3 de juliol de 1848) va ser un professor universitari basc i general de l'exèrcit carlista durant la Primera Guerra Carlina. Professor de dret romà i pàtria a la Universitat d'Oñate, va participar en la Primera guerra carlina amb l'exèrcit carlista. Com a tinent coronel va demanar no bombardejar Sant Sebastià durant la batalla d'Oriamendi, tal com li havia estat ordenat, i ser traslladat a un altre camp d'operacions. Ja retirat, marxà a França perquè no va voler adherir-se al conveni de Vergara. Oposat a la Segona guerra carlina, que va emprendre Carles Lluís de Borbó i de Bragança, per no ser titllat de covard tornà a entrar a la península pocs anys després al front d'una partida, fou fet presoner per Antonio Urbiztondo a Zaldibia, i va ser passat per les armes sense formació de causa el 3 de juliol de 1848.